# Hegering
Ein Hegering ist eine Untergliederung der Jägerschaften auf lokaler Ebene und damit nach dem Deutschen Jagdverband, den Landesjagdverbänden und den Kreisjägerschaften die kleinste Organisationseinheit der Jäger, insbesondere der Jagdpächter. Die Mitgliedschaft im örtlichen Hegering ist an die Mitgliedschaft im Landesjagdverband gebunden und damit für die Jäger freiwillig.
Aufgaben sind unter anderem Wildzählungen, Abstimmung von Abschussplänen, gemeinsame Hegemaßnahmen, Vereinbarungen zur Wildfolge.
Ein Hegering ist nicht zu verwechseln mit einer Hegegemeinschaft, deren Zielsetzung nicht die Organisation aller Jäger ist, sondern die Organisation von Revierinhabern zur Koordination der Hegemaßnahmen. Hegegemeinschaften werden allerdings umgangssprachlich oft als Hegering oder beispielsweise Rotwildring bezeichnet.